# 臨城戰鬥 (抗日戰爭)
臨城戰鬥發生於1938年3月18、19日，地點則是在中國魯南一帶（今山东枣庄市薛城区地域）。是抗日戰爭主要戰鬥之一，交戰一方為守軍之國民革命軍，另一方則為日軍。滕縣攻陷後，日軍續增六七千人攻擊臨城，後攻佔該據點。